# Médaille Léger-Comeau
La médaille Léger-Comeau est la plus haute distinction en Acadie. Décernée par la Société Nationale de l'Acadie une fois l'an de 1985, à l'exception de 2017, elle est remise qu'aux personnes ayant contribué à l'avancement de l'Acadie,. Elle rend hommage à Léger Comeau (1920-1996), prêtre, un professeur, un administrateur, un entrepreneur culturel et un nationaliste acadien.

## Liste des Lauréats

### 1985 - 1989
| Année           | Lauréat                                                | Titre                                              |
| --------------- | ------------------------------------------------------ | -------------------------------------------------- |
| 1985            |                                                        |                                                    |
| Bernard Richard | Secrétaire général de la Société Nationale de l’Acadie |                                                    |
| René Lévesque   | Premier ministre du Québec                             |                                                    |
| 1986            | Edgar Gallant                                          | Chercheur à l’Institut de recherche politiques     |
| 1986            | Brian Mulroney                                         | Premier ministre du Canada                         |
| 1986            | Bernard Valcourt                                       | Ministre d’État au Tourisme et à la Petite enfance |
| 1986            | Lucien Bertin                                          | Vice-président des Amitiés acadiennes              |
| 1987            | Jean Hubert[Lequel ?]                                  | Conseil de la Vie française en Amérique            |
| 1987            | Antonine Maillet                                       | Écrivaine de littérature acadienne                 |
| 1987            | Dr. Joseph Ollieric                                    | Amitiés acadiennes                                 |
| 1987            | René Monory                                            | Sénateur et président du Sénat français            |
| 1987            | Jean-Pierre Cabouat                                    | Président des Amitiés acadiennes                   |
| 1987            | Phillip Rossillon                                      | Président des Amitiés acadiennes                   |
| 1987            | Roland Béguelin                                        | Jura                                               |
| 1987            | Bernard Malandain                                      | Consul de France aux Maritimes                     |
| 1987            | François Mitterrand                                    | Président de la République française               |
| 1988            | Sylvie Rétana                                          | Secrétaire générale pour les Amitiés acadiennes    |
| 1988            | Gabriel de Bellescize                                  | Ambassadeur de la France                           |
| 1988            | Michel Rocard                                          | Premier ministre de la France                      |
| 1988            | Fédération Acadienne de la Nouvelle Écosse             |                                                    |
| 1988            | Émile Benoît                                           | Musicien                                           |
| 1988            | Léger Comeau                                           | Président de la Société Nationale de l’Acadie      |
| 1988            | Gilbert Finn                                           | Lieutenant gouverneur du Nouveau-Brunswick         |
| 1988            | Lucien Bouchard                                        | Ambassadeur du Canada à Paris                      |
| 1988            | Léon Richard[Lequel ?]                                 | Président de la Société Nationale de l’Acadie      |
| 1988            | Adélard Savoie                                         | Recteur de l’Université de Moncton                 |
| 1988            | Euclide Daigle                                         | Délégué pour la première mission en France         |
| 1988            | Jean-Maurice Simard                                    | Sénateur                                           |
| 1989            | Robert Keating                                         | Délégué général du Québec                          |

### 1990 - 1999
| Année                      | Lauréat                                                             | Titre                                                                                              |
| -------------------------- | ------------------------------------------------------------------- | -------------------------------------------------------------------------------------------------- |
| 1990                       | René LeBlanc                                                        | Professeur à l’Université Sainte-Anne                                                              |
| 1991                       | Paulette Coussot                                                    | Présidente Acadie/Québec/Châtellerault                                                             |
| 1991                       | Jean-Claude Kieffer                                                 | Secrétaire général des Amitiés acadiennes                                                          |
| 1992                       |                                                                     | |
| Antoine Richard            | Société Saint-Thomas D’Aquin                                        | |
| Robert Cormier             | Fédération des francophones de Terre-Neuve-et-Labrador              | |
| Muriel K. Roy              | Directrice du Centre d’études acadiennes de l’Université du Moncton | |
| Gérard Pelletier[Lequel ?] | Ambassadeur à Paris                                                 | |
| Martin J. Légère           | Fondateur des Caisses populaires acadiennes                         | |
| Édith Cresson              | Première ministre de France                                         | |
| Michel Couthures           | Consul de France à Moncton                                          | |
| 1993                       | Joseph Ghiz                                                         | Premier ministre de l’Île-du-Prince-Édouard                                                        |
| 1993                       | Gabriel Rémond                                                      | Écrivain. Posthume ; remis à son épouse                                                            |
| 1994                       | Bernard Doiron                                                      | Ambassadeur de France                                                                              |
| 1994                       | Robert Picard                                                       | Consul de France à Halifax                                                                         |
| 1994                       | Richard Hatfield                                                    | Premier ministre du Nouveau-Brunswick. Posthume ; remis à sa nièce Emily Dingle                    |
| 1994                       | Frank McKenna                                                       | Premier ministre du Nouveau-Brunswick                                                              |
| 1995                       | Marcel Sormany                                                      | Vice-recteur de l’Université de Moncton. Posthume ; remis à son épouse Vicky Sormany               |
| 1996                       | Véronique Rossillon                                                 | Amitiés acadiennes                                                                                 |
| 1996                       | Jean Matthyssens                                                    | Représentant du personnel des affaires francophones auprès du Président de la République française |
| 1997                       | Éloi Arsenault                                                      | Président de la Société Saint-Thomas D’Aquin                                                       |
| 1998                       | Mathias Landry                                                      | Président de Richelieu international                                                               |
| 1998                       | Patrice D’allaire                                                   | Chef de Poste au bureau du Québec en Atlantique                                                    |
| 1998                       | Maurice LeBlanc                                                     | Fédération Acadienne de la Nouvelle-Écosse                                                         |
| 1998                       | Charlette Gonzalez                                                  | Vice-président Amitiés acadiennes                                                                  |
| 1999                       | René Perron                                                         | Vice-président Amitiés acadiennes                                                                  |
| 1999                       | Donat Lacroix                                                       | Artiste                                                                                            |
| 1999                       | Jacques Chirac                                                      | 11e Président de la République française                                                           |
| 1999                       | Anselme Chiasson                                                    | Fondateur de la Société historique de l’Acadie                                                     |

### 2000 – 2009
| Année | Lauréat                                               | Titre                                                   |
| ----- | ----------------------------------------------------- | ------------------------------------------------------- |
| 2000  | Fédération de francophones de Terre-Neuve-et-Labrador |                                                         |
| 2000  | Géralda Quinn                                         | Présidente du Richelieu international                   |
| 2001  | Rosemarie Landry                                      | Cantatrice acadienne                                    |
| 2001  | Amitiés acadiennes                                    |                                                         |
| 2002  | Aubrey Cormier                                        | Secrétaire-trésorier de la Société National de l’Acadie |
| 2002  | Bernard Oswald                                        | Vice-président Amitiés acadiennes                       |
| 2002  | Jean-Luc Bélanger                                     | Père fondateur des Jeux de l’Acadie                     |
| 2003  | Barbara LeBlanc                                       | Présidente-fondatrice de la Société promotion Grand-Pré |
| 2004  | Le Grand Conseil Mi’kmaq                              |                                                         |
| 2004  | Georges Arsenault                                     | Folkloriste et historien                                |
| 2005  | Laurent Guy Lavoie                                    | Professeur à l’Université du Cap-Breton                 |
| 2006  | André Boudreau                                        | Fondateur du Congrès Mondial Acadien. Posthume.         |
| 2007  | Marguerite Maillet                                    | Écrivain, professeure, historienne                      |
| 2008  | Angèle Arsenault                                      | Artiste                                                 |
| 2008  | Benoit Pelletier                                      | Artiste                                                 |
| 2009  | Eldred Savoie                                         | Journaliste                                             |

### 2010 – 2019
| Année | Lauréat                                     | Titre                                                                              |
| ----- | ------------------------------------------- | ---------------------------------------------------------------------------------- |
| 2010  | Paul-Marcel Albert                          | Festival Acadien de Caraquet, Compagnie Viola Léger, Ode à l’Acadie                |
| 2011  | Conseil provincial des sociétés culturelles |                                                                                    |
| 2012  | Jean Gaudet                                 | Directeur du Centre culturel Aberdeen, à Moncton, Nouveau-Brunswick                |
| 2013  | Maryvonne Le Gac                            | Presidente de l’Association Belle-Île-Acadie                                       |
| 2014  | Abdou Diouf                                 | Homme d’État sénégalais                                                            |
| 2014  | Jean-Marie Nadeau                           | Journalise et syndicaliste                                                         |
| 2015  | Georges Langford                            | Auteur-compositeur-interprète                                                      |
| 2016  | May Bouchard                                | Bâtisseuse dans le secteur représentant les francophones, les femmes et les aînés. |
| 2017  | Non-remise                                  |                                                                                    |
| 2018  | Village historique Acadien                  |                                                                                    |
| 2019  | Claudette Thériault                         | Présidente COCMA 2019                                                              |
| 2019  | Marc Chouinard                              | Membre fondateur de la Fondation Nationale de l’Acadie. Posthume                   |

### 2020 – 2021
| Année | Lauréat | Titre                                                   |
| ----- | --- | ------------------------------------------------------- |
| 2020  | non-remise |                                                         |
| 2021  | Phil Comeau | Réalisateur et scénariste                               |
| 2022  | Miquelon Culture Patrimoine Denis Detcheverry Stéphane Artano Collectivité territoriale de Saint-Pierre-et-Miquelon |                                                         |
| 2023  | Johan Schitterer | Consul général de France dans les provinces atlantiques |